# Luke Pasqualino
 (décembre 2016).
Si vous disposez d'ouvrages ou d'articles de référence ou si vous connaissez des sites web de qualité traitant du thème abordé ici, merci de compléter l'article en donnant les références utiles à sa vérifiabilité et en les liant à la section « Notes et références ».
Luca Pasqualino, né le 19 février 1990 à Peterborough (Cambridgeshire), est un acteur britannique. Il est principalement connu pour le rôle de Freddie McClair dans la série Skins, et pour le rôle de D'Artagnan, dans la série de la BBC, The Musketeers.

## Biographie

### Jeunesse
Luke Giuseppe Pasqualino est né à Peterborough en Angleterre. Il a étudié à Walton Community School, à Walton (Peterborough).

### Carrière
En 2006, il auditionne pour incarner le personnage de Tony Stonem dans la série télévisée Skins, mais n'est pas choisi et la première génération d'épisodes se fait sans lui. C'est plus tard qu'il réussira à décrocher le rôle de Freddie Mclair, un jeune homme amoureux d'Effy Stonem dans la deuxième génération d'épisodes.
En 2009, il fait une apparition dans un épisode de Miranda, une comédie de la BBC, avec Miranda Hart. Puis il tourne de manière récurrente dans la série The Borgias dès la fin de l'année 2010 en interprétant le rôle de l'amant de Lucrèce Borgia.
En janvier 2011, Luke est annoncé pour le rôle principal de la nouvelle série Battlestar Galactica: Blood and Chrome (second spin-off de la série Battlestar Galactica après Caprica). Il y joue le personnage de William "Bill" Adama.
Le 2 mai 2013 lors du troisième épisode de la saison 1 de la série de TF1, Jo il est l'un des guest. Il a également joué le rôle de Grey dans le film Snowpiercer, le Transperceneige sorti le 7 septembre 2013 en France.
De 2014 à 2016, il a interprété le rôle de D'Artagnan dans la série The Musketeers d'Adrian Hodges (en) diffusé sur la BBC.
En 2017, il tient le rôle principal dans la série télévisée Snatch diffusé sur Crackle.

## Filmographie

### Cinéma
- 2009 : Stingers Rule! de Martin Tempest : Anthony
- 2012 : The Apparition de Todd Lincoln : Greg
- 2012 : Love Bite (en) d'Andy De Emmony : Kevin
- 2013 : Snowpiercer : Le Transperceneige (Snowpiercer) de Bong Joon-ho : Grey
- 2017 : Smartass de Jena Serbu : Donny
- 2017 : Solar Eclipse: Depth of Darkness (en) de Karim Traïdia : DCP Jimmy Batliwala
- 2022 : Medusa Deluxe de Thomas Hardiman : Angel
- 2024 : Le Seigneur des Anneaux : La Guerre des Rohirrim (The Lord of the Rings: The War of the Rohirrim) de Kenji Kamiyama : Wulf (voix)
- 2025 : Red Sonja de M. J. Bassett

### Télévision

#### Séries télévisées
- 2009 : Casualty : Dans
- 2009 - 2010 : Skins : Freddie Mclair
- 2009 - 2013 : Miranda : Jason
- 2011 - 2012 : The Borgias : Paolo
- 2013 : Jo : Lieutenant Zavaglia
- 2014 : Inside No. 9 : Lee
- 2014 - 2016 : The Musketeers : D'Artagnan
- 2016 - 2017 : Molly, une femme au combat (Our Girl) : Elvis Harte
- 2017 - 2018 : Snatch : Albert "Al" Hill
- 2021 : Meurtres au paradis (Death in Paradise) : Ed Lancer
- 2021 - 2024 : Shadow and Bone : La Saga Grisha (Shadow and Bone) : David Kostyk
- 2022 : Shantaram (en) : Maurizio
- 2024 : Rivals : Basil « Bas » Baddingham
- 2024 : Rematch : Xavier Valens
- 2025: Red Red sonja:

#### Téléfilm
- 2012 : Battlestar Galactica: Blood and Chrome : William « Husker » Adama